# Valteline
 (octobre 2012).
Si vous disposez d'ouvrages ou d'articles de référence ou si vous connaissez des sites web de qualité traitant du thème abordé ici, merci de compléter l'article en donnant les références utiles à sa vérifiabilité et en les liant à la section « Notes et références ».
La Valteline (en italien : Valtellina, en allemand Veltlin, en lombard : Valtelina ou Valtulina) est une région d'Italie du Nord, limitrophe de la Suisse, qui correspond approximativement à la vallée de la rivière Adda et de ses affluents.

## Géographie

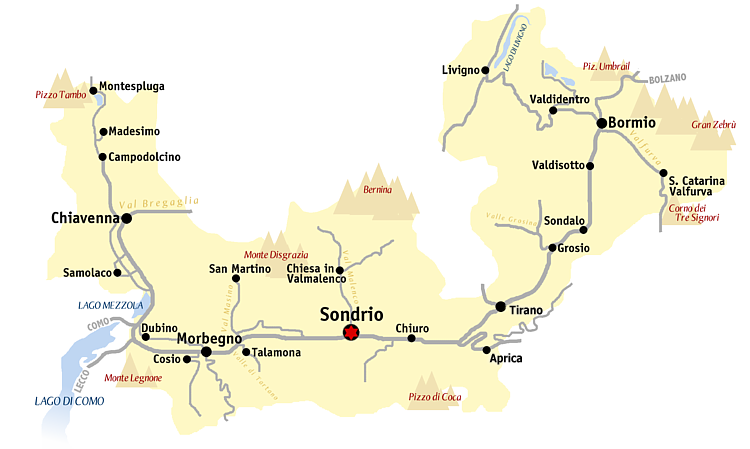
Carte de la Valteline.

Longue de 119 km et large de 66, la Valteline fait partie de la Lombardie et, plus particulièrement, de la province de Sondrio, sa ville principale. Elle s'allonge du nord-est (environs de Bormio) vers le sud-ouest, où la rivière Adda termine son cours en se jetant dans le lac de Côme. Cette vallée comprend deux parties très différenciées : la Haute-Valteline est étroite et encaissée, de direction générale sud-sud-ouest. À partir de Tirano, la vallée s'élargit et suit un cours presque rectiligne vers l'ouest. La vallée supérieure est entourée d'un côté par les sommets du massif de l'Ortles et de Sobretta-Gavia, de l'autre par ceux de la chaîne de Livigno. La basse vallée est dominée sur sa rive droite (au nord) par le massif de la Bernina et sur celle de gauche (au sud) par les Alpes bergamasques. La frontière entre l'Italie et la Suisse ne suit pas toujours la ligne de partage des eaux, fait particulièrement visible avec le val Poschiavo, situé en Suisse.
La Valteline inférieure fait partie de la vaste dépression orographique qui sépare les Alpes centrales des Alpes du Sud. Au départ de la vallée supérieure, le col du Stelvio mène au Tyrol du sud (ou Haut-Adige), en l'occurrence vers le val Venosta, le col de l'Umbrail vers le val Müstair et le col de Foscagno, vers Livigno. Côté vallée inférieure, le col de l'Aprica mène vers le val Camonica (et de là par le col de Tonale, vers le Trentin), le col de la Bernina vers la Haute-Engadine et le col de Muretto (it) vers le val Bregaglia.
Les altitudes extrêmes sont 4 020 m à la Punta Perrucchetti (chaîne de la Bernina) et 198 m à Piantedo.
La ville principale est Sondrio, les autres localités significatives sont : Tirano, Morbegno et Bormio.

## Histoire
La Valteline appartenait depuis le XIVe siècle au duché de Milan. À partir de 1512, elle passa, comme Chiavenna, sous la dépendance des Trois Ligues (qui allaient plus tard devenir le canton suisse des Grisons), alliées de la Confédération des XIII cantons. Lorsque le Milanais revint aux Habsbourg, la Valteline acquit aux yeux de cette famille une importance stratégique majeure, puisqu'elle contrôlait le passage le plus direct entre l'Italie du Nord et les vallées de l'Inn et du Rhin, donc vers l'Autriche et les territoires du Saint-Empire romain germanique.
De 1515 à 1525 — depuis la prise du Milanais, et après la bataille de Marignan, et cela pendant 10 années, jusqu'à la bataille de Pavie —, la Valteline est remise par François Ier au chancelier Antoine Duprat, deuxième personnage du royaume pendant plus de 20 ans (1515-1535) ; elle est érigée en comté. Elle occupe alors pour le roi de France et le chancelier un point stratégique devant le risque représenté par l'empereur Charles Quint. À la perte de la Valteline en 1525, le chancelier Duprat reçoit en compensation la ville de Thiers et les biens meubles du connétable de Bourbon, féodal français ayant rejoint Charles Quint.
Ce passage était devenu très important, à partir de 1601, car c'était la seule voie de communication praticable et assurée pour les Espagnols entre le Milanais, la Franche-Comté et les Pays-Bas. En effet, le traité de Lyon, qui mettait fin à la guerre franco-savoyarde de 1601, qui comprenait la cession de la Bresse ne laissait plus qu'une voie de communication.
C'est la raison pour laquelle, de façon répétée, ils cherchèrent à en recouvrer la souveraineté. Cependant, au moment de la Réforme protestante, la Valteline resta fidèle au catholicisme pendant que les Grisons, et particulièrement l'Engadine, adoptaient le protestantisme. Il en résulta une opposition confessionnelle marquée entre vassaux catholiques de Valteline et suzerains protestants des Grisons, opposition que tentèrent d'exploiter à leur profit, avec un résultat médiocre, les Habsbourg, qui trouvèrent notamment sur leur route, durant la guerre de Trente Ans, l'allié stratégique des ligues grisonnes, la France de Louis XIII, Richelieu et le père Joseph.
Durant les vingt années mouvementées qui suivirent la guerre de la Valteline de 1620, l'Espagne, Venise, les Grisons et la France se disputèrent la région, alors que la peste s'abat sur la région en juin 1629. Le capitulat de Milan de 1639 décréta le retour des Ligues grisonnes, mais seule la religion catholique était admise (les protestants étrangers ne pouvant avoir de domicile fixe dans la vallée).
Lors des diètes des Ligues, les habitants de la Valteline protestèrent contre les puissantes familles grisonnes, notamment les Salis, qui contrôlaient l'économie locale, ce qui permit à la République cisalpine d'annexer la région en 1797.
La tentative grisonne de reprendre la vallée après la défaite de Napoléon échoua. Lors du congrès de Vienne en 1815, la Valteline fut rattachée au nouveau royaume de Lombardie-Vénétie, sous domination autrichienne et ces différents changements furent accueillis favorablement par la majorité des habitants qui avaient eu à regretter la pesante tutelle des Grisons.
Enfin, la Valteline fut rattachée (avec toute la Lombardie) en 1859 au royaume de Sardaigne puis en 1861 au nouveau royaume unifié d'Italie.

## Économie

### Tourisme
Au départ de Tirano, la ligne de chemin de fer dite « ligne de la Bernina » (Berninabahn ou Berninalinie) exploitée par les Chemins de fer rhétiques (Rhätische Bahn/Ferrovia retica) conduit au val Poschiavo dans les Grisons et, au-delà, vers Saint-Moritz en Haute-Engadine. Une ligne complète de chemins de fer d'État va de Sondrio et Lecco vers Milan et Bergame de même qu'une autre de Sondrio vers Chiavenna.
Le secteur de haute-montagne offre de nombreuses possibilités aux alpinistes. Il y a en Valteline plusieurs stations de sports d'hiver, notamment Bormio, Chiesa in Valmalenco et Caspoggio. Le secteur du val Masino est intéressant pour l'escalade (rochers granitiques du val Bregaglia).

### Viticulture et gastronomie
Une production connue est le vin nommé, en allemand, Veltliner. Les vignes poussent depuis des siècles, principalement dans les grands vignobles de la vallée moyenne et inférieure, où le cépage porte le même nom. Il s'agit de vins (principalement rouges, mais aussi rosés ou blancs) de très bonne qualité, dont les caractéristiques sont diverses tant au niveau alcoolique qu'organoleptique (par exemple les variétés Inferno (it), Sforzato (it), Grumello (it), Montagna, etc.).
En dehors de la consommation locale, ces vins sont principalement exportés vers la Suisse, et ils constituent encore aujourd'hui dans les Grisons quasiment une boisson nationale servie à l'occasion des différentes festivités.
Ces vins accompagnent au mieux les spécialités de la région, telles la viande de bœuf séchée (bresaola), la polenta, la saucisse, le lard, le salami, qui sont également des spécialités de la Valteline fort appréciées.
Il faut citer un plat typique de la région : les Pizzoccheri, plat de pâtes (tagliatelles faites avec de la farine de sarrasin et de froment), préparé avec du beurre, du parmesan, de l’ail, de la sauge, un oignon et des légumes : chou, haricots verts, pommes de terre, blettes.